# Insel der Diebe
Insel der Diebe ist ein französischer Fernsehfilm von Gérard Mordillat nach einem Roman von Tony Duvert aus dem Jahr 2003.

## Handlung
Eine Gruppe von Kindern geht im Haus ihrer Gesangslehrerin auf Raubzug. Dabei stirbt die ältere Frau an einem Herzinfarkt; ein Inspektor nimmt die Ermittlungen auf. Neben den täglichen kleinen und großen Vergehen werden die Beziehungen zwischen den Kindern und zu den Eltern dargestellt. Nach der Schule fliehen sie von ihren zerrütteten Familien wann immer sie können, ihr Lieblingsort ist ein alter Bunker, in dem sie sich täglich treffen, Beute verteilen und neue Raubzüge planen und sich mit der Bäckerin vergnügen, während die Erwachsenen bei gemeinsamen Cembalo-Abenden bürgerliche Idylle vortäuschen. Nach einem letzten Überfall werden die Kinder aus der eigenen Gruppe heraus verraten. Da ihnen wenig anzulasten ist, werden keine weiteren Schritte gegen sie unternommen.

## Kritik
„Allegorisch zu interpretierender Film, der den Untaten der Kinder eine lieblose Welt der Erwachsenen gegenüber stellt, die eine instrumentalisierte Gewalt ausüben und nur noch eine Flucht in eine eigene Welt zulassen, in der die Bündelung von Ohnmacht in blindwütige Machtausübung umschlägt. Der mythisch aufgeladene Film erzählt vom Traum nach Freiheit und Würde.“

## Charakterisierungen
Mordillat stellt verschiedene Erziehungsstile gegenüber, die allesamt versagen, die Kinder ihren Eltern entfremden, sie zu kriminellen Banden treiben. Die eine Familie pflegt einen strikt autoritären Stil, wobei hier der Mann seiner Frau absolut hörig ist, sich täglich Mut antrinkt, bevor er von der Arbeit nach Hause geht. Die frustrierte Hausfrau macht aus ihrem Hass auf ihre gosses kein Hehl, sie ist bar aller Gefühle der wortwörtliche Drachen, ein Quell des reinen, grenzenlosen Terrors. Die Kinder, auch die Großen, Leben in ständiger Angst vor ihren Eltern. Der 13-jährige Sohn wird einmal von seinem Vater mit dem Gürtel halb tot geprügelt – er hatte nachts heimlich das Haus verlassen. Die Mutter lebt hier ihren Sadismus orgiastisch aus, die verzweifelten Schreie ihres Kindes nähren in ihr perverse Freude. Hauptopfer jedoch ist der Jüngste, kaum dem Kleinkindalter entwachsen, dem es wegen seines Alters noch nicht gelingt, sich den Launen seiner Mutter anzupassen. In dieser kalten Umgebung wird er kränker und kränker, der psychische Druck wirkt sich körperlich aus, bis er schließlich stirbt.
Das genaue Gegenteil ist die Mutter zweier anderer der Kinder. In der Generation der 68er aufgewachsen pflegt sie einen vollständig antiautoritären Erziehungsstil, der alles erlaubt und verzeiht, alles mit Psychologie zum Wohlgefallen erklären kann und darüber echtes menschliches Interesse, Sorge und Verantwortung komplett vermissen lässt. Ohne Führung müssen die Kinder lernen, sich in das Sozialgefüge zu integrieren, was ihnen nicht gelingen kann und ins Kriminelle abrutschen lässt.
Kinderlos bleibt die Beziehung zwischen einer schwerreichen Frau und ihrem deutlich jüngeren, aber eben nicht mehr jungen Gigolo. Als auch sie von den maskierten Kindern überfallen werden, nutzt er die Gelegenheit seine Frau zu töten. Die Kinder haben ihr einen Galgen gebaut. Ihr Mann stößt den Hocker unter ihren Füßen fort und erhängt sie so: Wenn Sie wüssten Jil, wie schwer es ist, mit einer reichen Frau zusammenzuleben. Er gesteht später den Mord.
Einen weiteren Stil verkörpert Président Gassé, der seinen kleinen Sohn mit Strenge früh animiert im richtigen Moment zu lügen, zu verraten, seinen eigenen Vorteil zu sichern, Loyalität nur gegenüber denen zu zeigen, die in Zukunft noch von Nutzen sind. So erpresst er ihn seine Freunde zu verraten und unterminiert dabei das natürliche Gerechtigkeits- und Ehrgefühl des Jungen, der den Eidbruch noch mit dégolasse kommentiert.
Eine seltsame Schnittstelle zwischen den Erwachsenen und den Kindern des Ortes bildet die Bäckerin, die sich vor allem aber nicht nur bei den Kindern prostituiert – gegenüber Président Gassé der ihr das Geld wie einem Hund den Knochen hinwirft bis zur Entwürdigung.

## Stilmittel
Der Film ist eine Collage verschiedener anderer Werke, so erinnert die Bäckerin wie das Kriminelle an Es war einmal in Amerika während die Gewaltexzesse, Überfälle, die Masken und einige der Personen deutlich von Uhrwerk Orange inspiriert sind und dort ihre Vorbilder finden.
Einziges musikalisches Mittel ist das Cembalo, das direkt und indirekt immer wieder mit Werken des französischen und deutschen Barock kontrastiert.